# Acherontiscus caledoniae
Acherontiscus caledoniae Carroll, 1969 è un tetrapode estinto, appartenente ai lepospondili. Visse nel Carbonifero inferiore - medio (Viséano/Namuriano, circa 332 - 328 milioni di anni fa) e i suoi resti fossili sono stati ritrovati in Scozia. È considerato il primo tetrapode eterodonte e durofago (Clack et al., 2019).

## Descrizione
Questo animale è noto esclusivamente grazie a uno scheletro quasi completo, dalla forma molto allungata. Il cranio era piccolo ma robusto e la colonna vertebrale era formata da circa 64 vertebre. Il fossile mostra, poco dietro il cranio, un pleurocentro stretto e di forma a mezzaluna. Le altre vertebre erano formate da intercentro e pleurocentro. Dalla quinta vertebra in poi, entrambi gli elementi centrali erano di forma cilindrica, mentre nei segmenti posteriori i pleurocentri erano chiaramente più allungati. Almeno 36 delle vertebre conservatesi sono da attribuire alla regione del tronco, mentre le vertebre caudali erano dotate di archi emali (di cui erano invece sprovvisti gli aistopodi, superficialmente simili).
Anche se le vertebre erano vagamente simili a quelle degli embolomeri, il cranio era molto piccolo (lunghezza circa 15 millimetri) e ricorda quello di alcuni microsauri, con un numero di ossa ridotto rispetto a quello di qualsiasi labirintodonte. I denti erano relativamente pochi; quelli nella zona centrale della bocca erano bulbosi, alti e robusti, e privi della tipica struttura "labirintica" dei labirintodonti. Il cranio mostra inoltre notevoli canali della linea laterale, ma non vi è alcuna prova di un'incisura otica. Gli occhi erano posti molto avanti. Appena dietro all'articolazione della mandibola sono conservati alcuni elementi ossei rettangolari e sottili, interpretati come parti dell'apparato ioideo. Non vi è alcuna traccia di zampe, e tutto quello che si conosce del cinto scapolare sono clavicola e interclavicola; sembra non vi fosse alcun elemento del cinto pelvico.

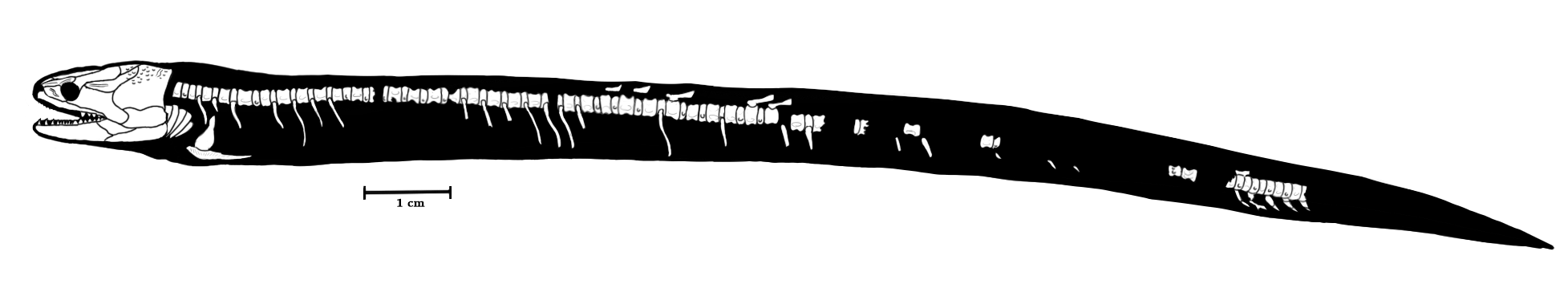
Ricostruzione di Acherontiscus caledoniae

## Classificazione
Acherontiscus caledoniae venne descritto per la prima volta nel 1969, sulla base di un fossile conservato nelle collezioni del Royal Scottish Museum. Questo animale è particolarmente enigmatico a causa del fatto che non è nota l'esatta provenienza dell'esemplare né il suo orizzonte geologico. Tuttavia, la matrice che circonda l'esemplare contiene spore che indicherebbero un'età compresa tra il Viseano superiore e il Namuriano. L'assenza di zampe e la morfologia del cinto scapolare suggeriscono affinità con gli adelospondili, un gruppo di anfibi lepospondili dal cranio robusto, ma la natura dei denti e delle vertebre differisce dai membri di quest'ultimo gruppo.

## Paleoecologia
Acherontiscus doveva essere un animale specializzato in una dieta durofaga: probabilmente si nutriva di animali dotati di tessuti duri, come carapaci costituiti da chitina o conchiglie (Clack et al., 2019).